# ChromiumOS
ChromiumOS (раніше — Chromium OS) — комп'ютерна операційна система з відкритим вихідним кодом, версія ChromeOS для розробників компанії Google. Вихідний код ChromeOS був відкритий 19 листопада 2009 року під BSD-подібними ліцензіями та GNU GPL як ChromiumOS.

## Інтерфейс користувача
Альфа-реліз включає сторінку програм, яка запускається кнопкою у верхньому лівому кутку екрана. Сторінка містить посилання на веб-програми Google, такі як Gmail, Google Apps та YouTube. Chromium містить також, додаток "Камера", годинник, індикатор заряду батарей та індикатор статусу мережного з'єднання. Натискання функціональної клавіші F12 включає багатовіконний режим з можливістю відкриття додаткових вікон браузера та перемикання між ними. Клавіша F8 виводить розкладку клавіатури з гарячими клавішами, включаючи завдання та диспетчерів у порівнянні з браузером Chrome, і навіть консоллю для інтерпретації команд.